# 粉又
株式会社粉又（こなまた）は、 福島県福島市の老舗であり、現在は無店舗小売業であるが、かつては周辺で店舗をかまえ、一般小売業、家電量販店などを展開していた。

## 概要
「粉又」は「御用商人粉屋又兵衛」の略で、昭和の時代には日常雑貨や電化製品を扱う店を行なっていた。
- 庄子デンキと提携し「エルタウンコナマタ」を展開していた。
- 旧店舗を福島市ふれあい歴史館として、福島市に提供していた（現在は移転）[4]。